# Mercury Plains
Mercury Plains, (conocida en España como Jóvenes Sicarios) es una película de acción americana del año 2016, dirigida por Charles Burmeister y protagonizada por el actor Scott Eastwood, por la actriz Angela Sarafyan, y por Nick Chinlund.
Grindstone Entertainment Group adquirió los derechos en EE. UU. de la película, y fue distribuida por la productora Lions Gate Entertainment.

## Argumento
Este thriller de acción está protagonizado por Mitch Davis (Scott Eastwood), que interpreta a un joven que es reclutado para unirse a un grupo paramilitar mexicano que lucha contra los cárteles de la droga. Pero después de que se ha probado a sí mismo y se ha convertido en un alto soldado, comienza a tener dudas sobre la misión del grupo.

## Reparto
- Scott Eastwood es Mitch Davis.
- Angela Sarafyan es Alyssa.
- Nick Chinlund es El Capitán.
- Justin Arnold es Paul.
- Andy Garcia es Benito.
- Joe Gonzales es Guardaespaldas.
- Brinlee Gracia es Beth.
- Mark Hanson es Ron.
- Jorge Un. Jimenez es Camarillo.
- Karina Junker es Tatiana Gómez.
- Justin Parque es Jesse.
- Keith Poulson es Naylor.
- Nicholas Pullara es Jack.
- Steven Pritchard es Brad.